# NGC 2023
NGC 2023 est une nébuleuse par réflexion située dans la constellation d'Orion. Elle a été découverte par l'astronome germano-britannique William Herschel en 1785.
Cette nébuleuse est à ∼ 1 500 a.l. (∼ 460 pc) de nous et sa taille réelle est de 4,3 années-lumière.
La nébuleuse NGC 2023 est éclairée par une étoile massive et très jeune de type B appelée HD 37903. En plus d'être l'étoile la plus lumineuse du grand nuage moléculaire Lynds 1630, cette étoile est aussi extrêmement chaude, plusieurs fois plus chaude que notre Soleil.
La nébuleuse émet aussi des radiations provenant de l'hydrogène moléculaire dans le domaine du proche infrarouge.

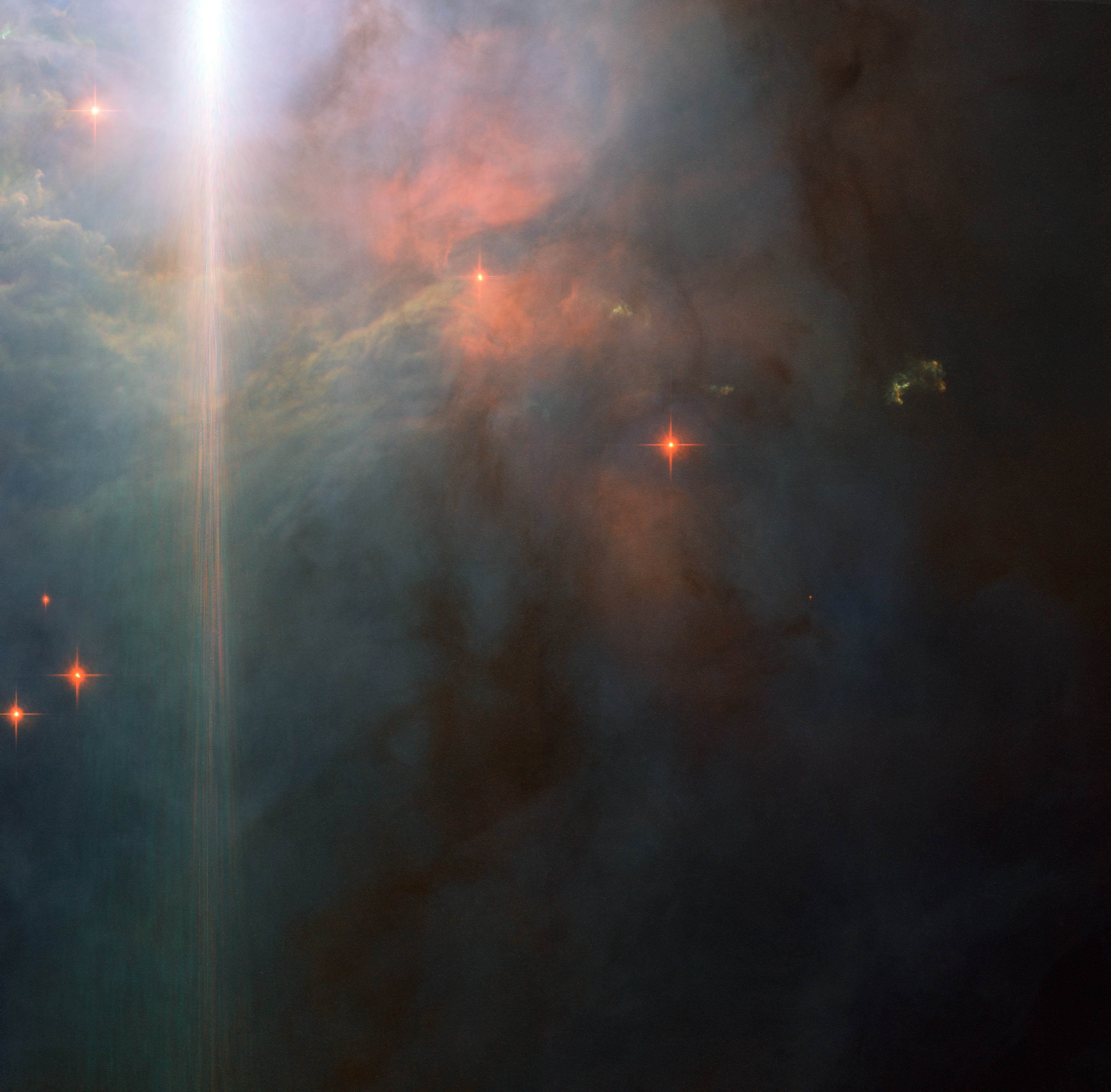
NGC 2023 par le télescope spatial Hubble. L'étoile HD 37903 est en dehors du cadre de cette image.